# Bidaxsh
Bidaxsh (bidakhsh, scritto anche pitiakhsh; nelle fonti romane vitaxa) era un titolo di origine iranica attestato in varie lingue dal I all'VIII secolo. L'etimologia del termine è controversa ed è stata interpretata nel senso letterale di "occhio del re", "secondo sovrano" o "viceré". La parola è stata presa in prestito in armeno come bdeašx (ַ֭բդեաշխ), e in georgiano come pitiaxshi (პიტიახში) e patiaxshi (პატიახში).
Il titolo era prominente in Armenia e Georgia, in quanto utilizzato dal governatore militare di una provincia ed essendo il titolo ereditario dei dinasti di Gugark. Le fonti armene menzionano quattro bdeašx nel Regno della Grande Armenia, a cui si fa riferimento con nomi diversi. Quei quattro erano i bdeašx di Nor Shirakan, Aghdznik, Tsopk e Gugark (Gogarene). Secondo Cyril Toumanoff, i bdeašx dell'Armenia emersero probabilmente in connessione con le conquiste di Tigrane il Grande (r. 95-55 a.C.) come vice dei re incaricati di proteggere i territori di confine appena conquistati.